# 8ns Premis del Cinema Europeu
Els 8ns Premis del Cinema Europeu, presentats per l'Acadèmia del Cinema Europeu, van reconèixer l'excel·lència del cinema europeu. La cerimònia va tenir lloc el 12 de novembre de 1995 al teatre Bar Jeder Vernunft al districte Charlottenburg-Wilmersdorf de Berlín, Alemanya.
L'any 1995, com l'any anterior, l'Acadèmia de Cinema Europeu va presentar només tres premis Félix de gènere i un a la trajectòria, que es van complementar amb el premi de la crítica.
En la selecció preliminar del concurs a la millor pel·lícula europea i a la millor pel·lícula nova, s'han inclòs 9 llargmetratges a cadascuna. La millor pel·lícula europea de l'any va ser el drama històric Terra i llibertat de Ken Loach, ambientada a la Guerra Civil Espanyola, mentre que la millor pel·lícula nouvinguda va ser La Haine, un drama del cineasta francès d'origen hongarès Mathieu Kassovitz, que retrata de manera realista una rebel·lió que va esclatar en un gueto suburbà de París. Com a reconeixement a la seva obra en conjunt, Marcel Carné, la figura més gran de la tendència "realista poètica" de la història del cinema francès, va rebre un premi a tota la seva trajectòria.

## Pel·lícules seleccionades
La millor pel·lícula europea de l'any
1. A részleg - director: Péter Gothár
2. Das Versprechen directora: Margarethe von Trotta
3. La Cérémonie - director: Claude Chabrol
4. Terra i llibertat - dirigida per Ken Loach
5. Le Plus Bel Âge - director: Didier Haudepin
6. Les Rendez-vous de Paris - director: Éric Rohmer
7. L'home de les estrelles - director: Giuseppe Tornatore
8. Al di là delle nuvole - director Michelangelo Antonioni
9. To Vlemma tu Odissea - director Theo Angelópulos

La millor nova pel·lícula europea de l'any
1. Butterfly Kiss - director: Michael Winterbottom
2. Carrington - director: Christopher Hampton
3. Der Totmacher - director: Romuald Karmakar
4. Funny Bones dirigit per Peter Chelsom
5. La Haine - dirigida per Mathieu Kassovitz
6. L'amore molesto - dirigit per Mario Martone
7. Priest - dirigit per Antonia Bird
8. Sommaren - director: Kristian Petri
9. La follia del rei George - director: Nicholas Hytner

## Guanyadors i nominats
Els guanyadors estan en fons groc i en negreta.

### Millor pel·lícula europea
| Títol                    | Director(s)      | Productor(s)                                          | País |
| ------------------------ | ---------------- | ----------------------------------------------------- | --- |
| Terra i llibertat        | Ken Loach        | Rebecca O'Brien                                       | Regne Unit · Espanya · Alemanya · Itàlia · França                                                        |
| Les Rendez-vous de Paris | Éric Rohmer      | Françoise Etchegaray                                  | França                                                                                                   |
| Το βλέμμα του Οδυσσέα    | Theo Angelópulos | Phoebe Economopoulos, Éric Heumann i Giorgio Silvagni | Grècia · França · Itàlia · Alemanya · Regne Unit · Iugoslàvia · Bòsnia i Hercegovina · Albània · Romania |

### Millor nova pel·lícula
| Títol          | Director(s)          | Productor(s)               | País       |
| -------------- | -------------------- | -------------------------- | ---------- |
| La Haine       | Mathieu Kassovitz    | Christophe Rossignon       | França     |
| Butterfly Kiss | Michael Winterbottom | Julie Baines, Sarah Daniel | Regne Unit |
| Der Totmacher  | Romuald Karmakar     | Romuald Karmakar           | Alemanya   |

### Millor documental
| Resultat                     | Títol       | Director(s) | País     |
| ---------------------------- | ----------- | ----------- | -------- |
| Documental Europeu Guanyador | Viva Stalin | Jens Meurer | Alemanya |

### Premi a la carrera
- Marcel Carné

### Premi FIPRESCI
- To Vlemma tu Odissea de Theo Angelópulos

## Galeria

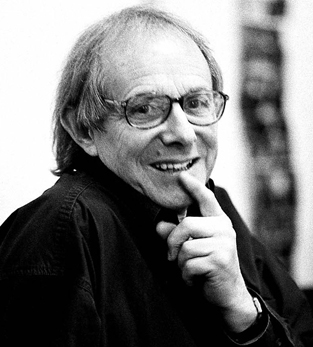
Ken Loach, director de "Terra i llibertat"
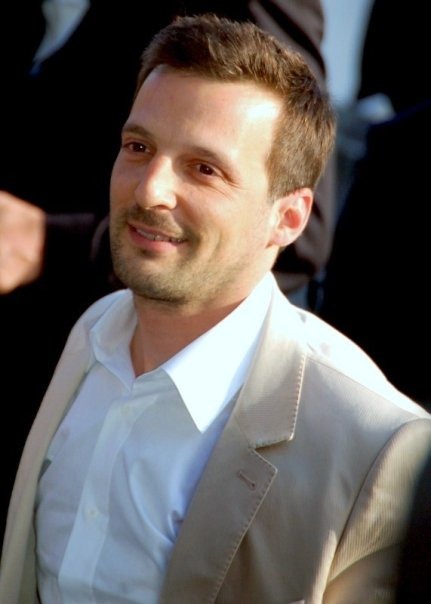
Mathieu Kassovitz, director de "La Haine"
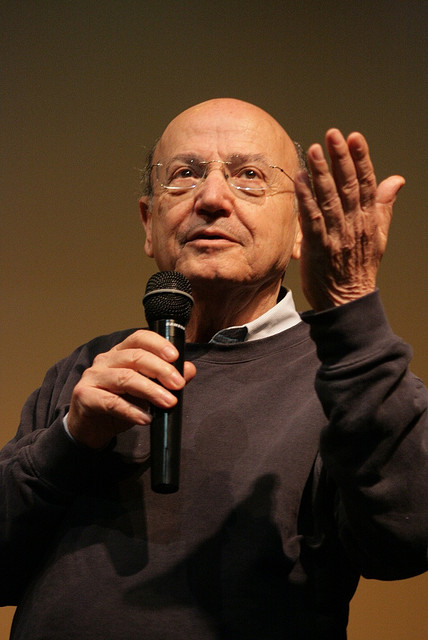
Theo Angelópulos, premi Fipresci
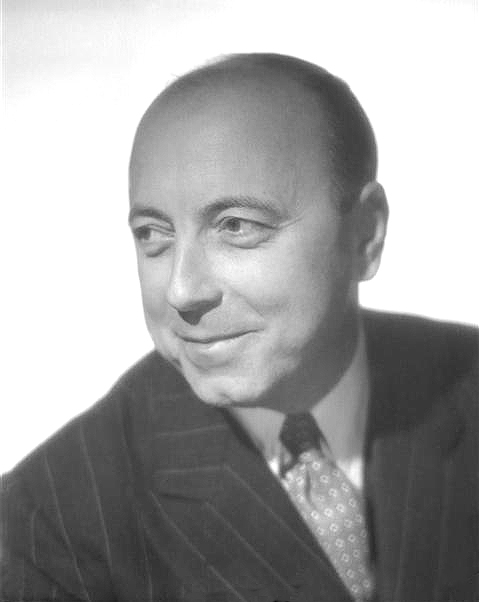
Marcel Carné, premi a la trajectòria